# Vejen
Vejen város Dániában. Kolding és Esbjerg között fekszik. Lakossága 2019-ben 9.736 fő volt.

## Látnivalók
Itt található a Kunstmuseum, a város szépművészeti múzeuma. Vejen külvárosban fekszik a Billingland park, ahol hajómodellek láthatóak, többek között a Santa María modellje, amin Kolumbusz Kristóf eljutott Amerikába. A közelben terülnek el Laeborg és Bakke települések, ahol kőkori leletekre bukkantak.

## A város szülöttei
- Peter Petersen (1892–1964) sportlövő, olimpikon, részt vett az 1920-as és 1924-es olimpiai játékokon
- Arne Petersen (1913–1990) kerékpáros, részt vett az 1936-os olimpiai játékokon
- Ingrid Vang Nyman (1916–1959) grafikus, a Harisnyás Pippi első illusztrátora
- Sanne Troelsgaard Nielsen (1988–) Európa-bajnoki ezüstérmes női labdarúgó
- Mads Conrad-Petersen (1988–) tollaslabdázó

## Gazdaság, ipar
Vejen élelmiszeripara jelentős. Egyik legnagyobb foglalkoztató az Eurofins Steins Laboratorium, 2015-ben 425 alkalmazottal, a Danish Crown és az Aquapris nevű haltermékeket előállító cég.

## Fordítás
- Ez a szócikk részben vagy egészben  a   Vejen című angol Wikipédia-szócikk fordításán alapul.  Az eredeti cikk szerkesztőit annak laptörténete sorolja fel. Ez a jelzés csupán a megfogalmazás eredetét és a szerzői jogokat jelzi, nem szolgál a cikkben szereplő információk forrásmegjelöléseként.